# Коснетт, Рик
Ри́чард Джеймс (Рик) Ко́снетт (англ. Richard James "Rick" Cosnett, род. 6 апреля 1983, Чегуту, Зимбабве) — австралийский актёр, родившийся в Зимбабве. Наиболее известен по ролям Уэса Максфилда в сериале The CW «Дневники вампира» и Эдди Тоуна в «Флэш». Является кузеном Хью Гранта.

## Фильмография
| Кино        | Кино                     | Кино                     | Кино         | Кино                                              |
| Год         | Русское название         | Оригинальное название    | Роль         | Примечание                                        |
| ----------- | ------------------------ | ------------------------ | ------------ | ------------------------------------------------- |
| 2006        | Пари                     | The Bet                  | Майк Восс    |                                                   |
| 2008        | Террорист                | The Terrorist            |              | Короткометражка                                   |
| 2009        | Сосед                    | The Neighbour            |              | Короткометражка                                   |
| 2010        | Слон в комнате           | The Elephant in the Room | Кёртис       | Короткометражка                                   |
| 2012        | Время любви              | The Timing of Love       | Саймон       |                                                   |
| 2013        | Продолжая Фреда          | Continuing Fred          | Брайан       |                                                   |
| Телевидение |                          |                          |              |                                                   |
| Год         | Русское название         | Оригинальное название    | Роль         | Примечание                                        |
| 2004–05     | Следователи-криминалисты | Forensic Investigators   | Мэл Хеншалл  | Второстепенная роль; 8 эпизодов                   |
| 2005        | Мыс                      | headLand                 | Брэд Партрид | Второстепенная роль; 3 эпизода                    |
| 2007        | Восток – Запад           | East West 101            | Грег Смолл   | Гостевая роль; 1 эпизод                           |
| 2008        | Троянский конь           | The Trojan Horse         | Уилл Таллман | Мини-сериал; 2 эпизода                            |
| 2008–09     | Новые изобретатели       | The New Inventors        | изобретатель | Второстепенная роль; 5 эпизодов                   |
| 2013–14     | Дневники вампира         | The Vampire Diaries      | Уэс Максфилд | Второстепенная роль; 12 эпизодов                  |
| 2014–17     | Флэш                     | The Flash                | Эдди Тоун    | Главная роль; 22 эпизода Гостевая роль; 2 эпизода |
| 2015–16     | Куантико                 | Quantico                 | Элиас Харпер | Второстепенная роль                               |
| 2016        | Касл                     | Castle                   | Виктор Краун | Гостевая роль; 1 эпизод                           |